# Ferrocarril Durrës-Tirana
El ferrocarril de Durrës-Tirana era una línea de ferrocarril de 38 km que unía las dos ciudades más grandes de Albania: Durrës y Tirana. La línea se conecta al ferrocarril Shkodër-Vorë a mitad de su ruta, en Vorë; y al ferrocarril Durrës-Vlorëen en su inicio en Durrës. A partir de septiembre de 2013, la línea se extinguió cuando se desmanteló la estación de Tirana para dar paso al alargamiento del bulevar principal de la ciudad. Como resultado, la estación de Tirana se trasladó a Vöre en 2013 y más tarde a la estación de Kashar, renovada en mayo de 2015. La línea actual de Kashar-Tirana fue reemplazada con un servicio de autobús. La línea original se construyó durante 1947-1949 y se nutrió exclusivamente en el trabajo de voluntarios, fue el segundo ferrocarril de pasajeros en Albania después del ferrocarril Durrës-Peqin, que se había completado un año antes. Era operado hasta su clausura por Hekurudha Shqiptare.

## Historia

### Construcción
El ferrocarril tenía 38 km de largo conectando las dos ciudades más importantes de Albania: Durrës y Tirana. Fue construido durante 1947-1949 y fue el primer ferrocarril de pasajeros de ancho estándar ideado en Albania, el segundo terminado en el país después del de Durrës-Peqin, que se comenzó en 1940 y se terminó en 1948.
Las obras comenzaron en la estación de Shkozet (cerca de Durrës) en 1947, tras un largo parón, la actividad fue retomada el 11 de abril de 1948. En total, 29 000 jóvenes de la Unión Juvenil del Trabajo de Albania y 1 400 técnicos calificados de toda Albania participaron en la construcción de la línea. Además, jóvenes voluntarios enviados desde las secciones de Juventud de los partidos comunistas de Bulgaria y Yugoslavia participaron en la construcción. Durante la división albano-yugoslava en 1948 (tras la salida yugoslava del Kominform en la ruptura Tito-Stalin), los voluntarios yugoslavos fueron acusados de sabotaje, especialmente los ingenieros. Las obras continuaron bajo la supervisión del ingeniero soviético Valeri Gaydarov. Los rieles se importaron de la Unión Soviética a través del puerto de Durrës. Las brigadas de voluntariado tenían como objetivo terminar el ferrocarril en el 31° aniversario del Ejército Rojo, el 23 de febrero de 1949, y la meta se logró exitosamente.
Dos de las obras más importantes durante la construcción fueron el túnel Rrashbull (212 m) y el puente Erzeni (91 m de longitud). El puente se terminó el 16 de octubre de 1948, en el 40 cumpleaños del entonces primer ministro, Enver Hoxha. El túnel fue cavado por el grupo juvenil búlgaro Georgi Dimitrov, que finalmente recibió el premio Bandera de las Brigadas (en albanés: Flamuri i Brigadave). La brigada de la policía albanesa recibió por su parte el Premio de ataque (en albanés: Sulmues) cinco veces. La inauguración fue hecha por el futuro miembro del Politburó Spiro Koleka.

### Accidente de 2010
El 25 de julio de 2010 tuvo lugar un accidente en la línea. Un SUV de la policía se encontraba muy cerca de los railes y el tren no pudo evitar colisionar con él. Como resultado, el automóvil policial fue empujado una cierta distancia hasta que el tren logró detenerse por completo. Los tres policías que se encontraban en el tren no resultaron heridos. Además, se dirigieron al maquinista para reprenderlo por no detener el tren antes, insistiendo en que debía prestar más atención.

### Futuro
Tras la clausura y movilización de la línea en 2013 no se conoce realmente si la línea volverá a operar.
En 2015, se comenzó a modernizar la estación de Tirana, la cual se encontraba en un estado deplorable, al punto de que tenía los carteles de horarios hechos con cartón y escritos a mano. Algunos de los modelos de la nueva estación en el paso elevado de Kamez teorizan la entrada y salida de nuevas líneas y de recuperar las de la vieja estación, aparte de poder albergar más pasajeros. En 2015, algunas estaciones ferroviarias, incluida Kashar, y varios trenes que operan a lo largo de la línea Durres-Tirane se están modernizando y, posteriormente, se repintarán.
En octubre de 2016 se comenzó a construir un nuevo ferrocarril que cubrirá la vieja línea Durrës-Tirana con un costo aproximado de 81,5 millones de euros. Y se espera que se use alrededor de 1,4 millones de veces al año una vez este terminado.

## Estaciones de la línea
La ruta pasa por un gran número de pequeñas estaciones en su corta extensión, pero a diferencia de la línea Durrës-Vlorë y de la Kashar-Tirana que funcionan como cercanías, solo hace paradas en cinco estaciones (seis en verano). 
| Estación | Imagen | Abierta             | Notas                                                                                 |
| -------- | ------ | ------------------- | ------------------------------------------------------------------------------------- |
| Durrës   |        | 1949                |                                                                                       |
| Sukth    |        |                     | Solo en verano                                                                        |
| Vorë     |        | 1949                | Utilizada temporalmente como estación de Tirana entre septiembre de 2013-mayo de 2015 |
| Kashar   |        |                     | reinaugurada en mayo de 2015                                                          |
| Kamëz    |        |                     | Desarticulada en septiembre de 2013                                                   |
| Tirana   |        | 27 de enero de 1949 | Desarticulada en septiembre de 2013                                                   |